# Монтеору група
Монтеору група је праисторијска култура формирана на енеолитској традицији, која почиње да се шири око 3000. године п. н. е. Развија се током периода раног бронзаног доба, а траје све до позног бронзаног доба, око 1600. године п. н. е. Подручје њеног распростирања је Молдавија. Име је добила по локалитету Сарата Монтеору, насељу и некрополи у централној Румунији.

## Фазе Монтеору групе
Издвојене су три фазе, током прве две култура је у пуном процвату. Насеља су подизана на узвишицама, састојала су се од колиба. Нађен је велики број остатака материјалне културе из овог периода, најчешће су то посуде за свакодневну употребу. Током треће фазе грађене су куће са темељима од камена на мањој површитни око којих су заштитни ровови.

## Сахрањивање
Некрополе су биле у близини насеља.
Сахрањивање је било у згрченом положају, понекад групно у каменим конструкцијама са разноврсним прилозима, током прве две фазе.
У трећој фази гробови имају скромне прилоге, а јавља се и кремација, углавном код деце.

## Керамика
Производња керамике је развијана током све три фазе.
Посуде су левкастог врата и зашиљеног дна, аскоси, крчази, двоухи и једноухи пехари. Украшава се урезаним гирландама, концентричним круговима, цик-цак линијама и канелурама.

## Остали предмети
Јављају се секире од глачаног камена и буздовани, као и врхови стрела од силекса, бронзане секире и бодежи. Накит се израђује од злата и бронзе.

## Литеретура
- Праисторија југословенских земаља, 4. том, Бронзано доба, Сарајево, 1983.